# 正義聯盟：閃電俠之逆轉
《正義聯盟：閃電俠之逆轉》（英語：Justice League: The Flashpoint Paradox）是2013年一部录像带首映的超級英雄動畫電影，改編自2011年漫畫《閃點》，出自於Geoff Johns和Andy Kubert。導演為Jay Oliva，而腳本則是由吉姆·克里格負責。為第17部DC宇宙動畫原創電影，也是DC动画电影宇宙的首部作品。

## 劇情
閃電俠貝瑞·艾倫一傍晚到他母親的墓拜訪時，感嘆自己的無能，無法阻止少年時期母親被暗殺的悲劇，後來貝瑞告別了妻子艾莉絲，因為有人疑似闖進了閃電俠博物館。貝瑞趕到了現場時遇見了正在破壞博物館的冷凍隊長、熱浪、鏡子大師和尖峰人，他們全是閃電俠以前的敵人，且全被逆閃電安裝上炸彈，原來這全是逆閃電破壞都市的計畫的一部分。後來在正義聯盟的幫助下成功讓炸彈解除，逆閃電等人也被警方逮捕，但逆閃電卻嘲笑貝瑞的母親去世。
第二天，貝瑞醒來時，發現自己的母親竟還活著且自己的超能力消失了，妻子艾莉絲變成別人的，沒有正義聯盟。當時以水行俠為首的亞特蘭蒂斯部隊已淹沒了歐洲，神奇女俠則帶領亞馬遜人征服英國。因為神奇女俠殺死了水行俠的妻子梅拉，使得雙方展開廝殺，鋼骨為了停止戰爭而找蝙蝠俠加入他的團隊，但遭拒絕。
貝瑞拜訪了韋恩莊園，但襲擊他的蝙蝠俠不是布魯斯，而是布魯斯的父親湯瑪士。貝瑞試圖用變身戒指向湯瑪士解釋，但從他的戒指跑出來的卻是逆閃電的衣服，這似乎也是逆閃電的陰謀。在湯瑪士信任貝瑞之後，幫助他恢復超能力，但貝瑞卻因此嚴重灼傷。
在倫敦，史蒂夫·崔佛（原世界中是神奇女俠的男友）企圖將露易絲·蓮恩帶出，但被神奇女俠殺害。同一時間史萊德和雷克斯正追蹤亞特蘭蒂斯的毀滅性武器，但在和對方激戰後仍不幸戰敗。飛行員哈爾則駕駛外星飛船對亞特蘭蒂斯作自殺攻擊，但遭防衛系統阻止而失敗身亡，其後美國政府決定直接派軍隊開戰，整個美國海軍被派往新天堂島，結果遭到全殲。在蝙蝠洞，貝瑞醒來後發現自己的記憶被改變，貝瑞堅持蝙蝠俠讓自己再次嘗試，後來終於成功恢復力量。不過貝瑞是因為逆閃電的速度力量而無法穿越時空，後開始尋找戰力，和鋼骨一同救出了被政府囚禁的超人，接著和驚奇隊長的五人一同學習喬丹的犧牲，準備說服大家停止戰爭。
在蝙蝠俠的飛機上，收到了一個圖像，圖中出現逆閃電救了露易絲，後來飛機被水行俠的軍隊擊落，貝瑞、湯瑪士、鋼骨和驚奇隊長對抗水行俠，但使得湯瑪士受傷。逆閃電出現後透露這一切都是貝瑞要去救自己的母親而造成的。神奇女俠解決掉驚奇隊長後，隨後與被超人弄斷手的水行俠交手，水行俠死前引爆了炸彈。在閃點事件中，原子上校為政府工作，後來被海王俘虜。影片最後，海王將其作為中子彈引爆了。爆炸的規模逐漸擴散，看到這光景逆閃電仍嘲笑著被他打敗的貝瑞，直到被湯瑪士槍殺。瀕死的蝙蝠俠給了貝瑞一封信。之後貝瑞快速地穿越時空阻止了當時想救母親的自己，並向母親說聲抱歉。
貝瑞再次從他的辦公桌醒來，發現一切都恢復正常。他和妻子去墓園給了母親花後穿著新的閃電俠衣服到蝙蝠洞將湯瑪士的信交給了布魯斯，布魯斯看到信中的內容便含淚地說他是最好的送信使，貝瑞安心地離去。
片尾，在離地球較近的宇宙的空間開了一個洞，並跑出大量的天啟魔（Parademons）。

## 演員
| 配音員                                                   | 角色                                                                            | 角色介紹 |
| 賈斯汀·錢柏斯／格蕾·德萊勒（少年時期）                   | 「閃電俠」巴里·艾伦（「The Flash」Barry Allen）                                 | 正義聯盟成員之一，超能力是超級速度和時間旅行的超級英雄。少年時期曾拿著生日卡片回家幫母親諾拉慶祝生日，但回家後卻發現母親遭人暗殺，當時貝瑞便開始內疚如果自己能在快一點回家，或許就不會發生這種事。成為閃電俠後，曾試圖利用自身能力將母親救回，但也造成世界的偏差，因此為了挽回世界的毀滅貝瑞即將面臨挑戰。 |
| 凱文·麥克基德                                            | 「蝙蝠俠」托马斯·韦恩（「Batman」Thomas Wayne）                                 | 偏差世界中的蝙蝠俠，是布魯斯的父親。和布魯斯不同，戰鬥時習慣使用雙槍。過去和家人一起看完電影回家時遭人埋伏，湯瑪士挺身制伏對方，但也造成兒子布魯斯的死亡和妻子的瘋狂，事後手段冷血，常直接殺害罪犯。在了解貝瑞的用意後決定幫助他共同行動。                                                                 |
| 麥可·B·喬丹                                              | 「鋼骨」維克多·史東（「Cyborg」Victor Stone）                                   | 正義聯盟成員之一，是一位機械半改造人。偏差世界中的鋼骨，個性和風格和正常世界中的鋼骨一樣。協助政府阻止水行俠和神奇女俠的戰鬥，想找湯瑪士協助，和水行俠戰鬥後死亡。 |
| C·托馬斯·豪威爾                                          | 極速教授／逆閃電／艾爾伯德·斯旺（Professor Zoom／Reverse-Flash／Eobard Thawne） | 貝瑞·艾倫的宿敵，穿著和他一樣的超人裝（黃色），來自未來的25世紀而且和閃電俠一樣擁有超人速度。為世界偏差的陰謀者。最後被湯瑪士槍殺（漫畫中則是被亞馬遜的劍殺害）。 |
| 内森·菲利安                                              | 「绿灯侠」哈爾·喬丹（「Green Lantern」Hal Jordan）                              | 正義聯盟成員之一，人類綠光戰警。在偏差世界中沒有成為綠光戰警，最後開著墜落的太空船作自殺攻擊未成功而犧牲。 |
| 朗·普爾曼                                                | 「喪鐘」史萊德·威爾森（「Deathstroke」Slade Wilson）                            | 和雷克斯·路瑟一同上前抵擋水行俠勢力時敗陣，推測已死亡。 |
| 凯文·康瑞                                                | 「蝙蝠俠」布魯斯·韋恩（「Batman」Bruce Wayne）                                  | 正義聯盟成員之一，正常世界中的蝙蝠俠，托马斯·韦恩的兒子，偏差世界中已死亡。 |
| Dana Delany                                              | 露易絲·蓮恩（Lois Lane）                                                        | 在正常世界中是超人女友，而在偏差世界中則是和地表戰隊一同戰鬥的女記者。 |
| 卡利·艾域士                                              | 海王（Aquaman）                                                                 | 正義聯盟成員之一，亞特蘭蒂斯的國王。在偏差世界中原本和亞馬遜國結盟，但也因為愛上了神奇女俠，讓水行俠的皇后生氣地找神奇女俠戰鬥而死，使得水行俠和神奇女俠等人展開戰爭。在右手被超人的「熱射線」弄斷後不久，最後被神奇女俠一劍刺死。                                                                         |
| 凡妮莎·馬歇爾                                            | 神奇女俠（Wonder Woman）                                                        | 正義聯盟成員之一，亞馬遜國領導人。在偏差世界中原本和亞特蘭蒂斯結盟，但也因為和水行俠調情而被水行俠的皇后要求一戰，再打倒對方時拿了她的頭冠當作警告，但使得和水行俠等人展開戰爭。世界即將毀滅時抱著被自己殺死的水行俠迎接滅亡。                                                                             |
| 薩姆·戴利                                                | 超人（Superman）                                                                | 正義聯盟成員之一，來自氪星的全能英雄。在偏差世界中一掉落到地球的超人被政府私自藏起來，使得身材削瘦，連語言能力也不好。後來被鋼骨所救，照到太陽後恢復了力量，也認同他是朋友。 |
| 史蒂文·布盧姆                                            | 莱克斯·卢瑟（Lex Luthor）                                                       | 和史萊德·威爾森一同上前抵擋水行俠勢力時敗陣，推測已死亡。 |
| 史蒂文·布盧姆／Jennifer Hale／Candi Milo（六位小孩之一） | 雷霆隊長（Captain Thunder）                                                     | 偏差世界中的閃電隊長（Captain Marvel），由六位小孩一起喊出「沙赞」（Shazam）就可以合體為一名超級英雄（正常世界中是由一個小孩變身）。 |
| Dee Bradley Baker                                        | 惡魔伊特萊根（Etrigan the Demon）                                               | 外型是惡魔的反英雄，說話用古語。地表戰隊之一，和水行俠勢力與神奇女俠勢力為敵。 |
| Dee Bradley Baker                                        | 尖峰人（The Top）                                                               | 閃電俠的敵人。會以快速的陀螺攻擊。 |
| 格蕾·德萊勒                                              | 瑪莎·韋恩（Martha Wayne）                                                       | 布鲁斯之母，托马斯·韦恩的妻子。在偏差世界中因布鲁斯的死而陷入疯狂，成为小丑。 |
| 格蕾·德萊勒                                              | 諾拉·艾倫（Nora Allen）                                                         | 貝瑞的母親。曾教導過貝瑞「要試著迎接無法接受的事」等道裡，但少年時的他卻都聽不懂。後來遭到暗殺，使得貝瑞想要挽回。在偏差世界中諾拉因貝瑞的關係而沒有死，並以年老的樣子出現。 |
| Jennifer Hale                                            | 艾莉絲·威斯特·艾倫（Iris West Allen）                                           | 貝瑞·艾倫的妻子。在偏差世界中艾莉絲是別人的妻子，且和貝瑞不熟。 |
| Hynden Walch                                             | 溜溜球女（Yo-yo）                                                               | 偏差世界中的女小丑哈利·奎恩（Harley Quinn），敗給了湯瑪士，從高樓掉落時被鋼骨接住。 |
| 丹尼·雅各布斯                                            | 冷凍隊長（Captain Cold）                                                        | 閃電俠的敵人。能夠使用冷凍槍把目標溫度降至絕對零度。 |
| 丹尼·雅各布斯                                            | 騙徒（Grifter）                                                                 | 武器是雙把手槍。地表戰隊之一，和水行俠勢力與神奇女俠勢力為敵。最後被亞馬遜的戰士一箭射穿腦袋而死。 |
| Lex Lang                                                 | 原子隊長（Captain Atom）                                                        | 正義聯盟成員之一，超能力是控制原子的爆炸。在偏差世界中被水行俠囚禁，並被改造成足以毀滅世界的中子彈。 |
| 詹姆斯·帕特里克·斯圖爾特                                 | 迴旋鏢隊長（Captain Boomerang）                                                 | 閃電俠的敵人。會以迴力鏢攻擊。 |
| 詹姆斯·帕特里克·斯圖爾特                                 | 海洋領主（Ocean Master）                                                        | 水行俠手下，持有手杖。被亞馬遜的戰士的多箭射死。 |
| 凱文·邁克爾·理查森                                       | 詹姆士（James）                                                                 | 貝瑞·艾倫的上司，曾叫睡覺的他起來處理報告。 |

## 原聲輯
《正義聯盟：閃點悖論》的電影配樂發布於2013年9月10日，音樂是由Frederik Wiedmann編成。
| 正義聯盟：閃點悖論（DC宇宙動畫電影原聲大碟） | 正義聯盟：閃點悖論（DC宇宙動畫電影原聲大碟） | 正義聯盟：閃點悖論（DC宇宙動畫電影原聲大碟） |
| 曲序                                         | 曲目                                         | 时长                                         |
| -------------------------------------------- | -------------------------------------------- | -------------------------------------------- |
| 1.                                           | The Incident                                 | 2:18                                         |
| 2.                                           | Rogue                                        | 2:03                                         |
| 3.                                           | Justice League                               | 3:47                                         |
| 4.                                           | Mother                                       | 1:08                                         |
| 5.                                           | Sin City                                     | 2:32                                         |
| 6.                                           | The Beginning of the End                     | 1:06                                         |
| 7.                                           | Inside the Batcave                           | 1:44                                         |
| 8.                                           | Chased by Amazons                            | 2:17                                         |
| 9.                                           | Atlantian War                                | 3:53                                         |
| 10.                                          | Recreation                                   | 1:22                                         |
| 11.                                          | Redux                                        | 3:11                                         |
| 12.                                          | Flash Reborn                                 | 1:05                                         |
| 13.                                          | A Darker Past                                | 1:26                                         |
| 14.                                          | Hal Jordan                                   | 1:48                                         |
| 15.                                          | Superman                                     | 1:31                                         |
| 16.                                          | Faster Than Bullets                          | 1:56                                         |
| 17.                                          | The Mission of a Soldier                     | 1:35                                         |
| 18.                                          | Aquaman’s Army                               | 1:05                                         |
| 19.                                          | Worlds Collide                               | 1:29                                         |
| 20.                                          | Aquaman vs. Wonder Woman                     | 1:36                                         |
| 21.                                          | Thawne’s Play                                | 4:01                                         |
| 22.                                          | I Changed Something                          | 2:09                                         |
| 23.                                          | The Fallen                                   | 2:37                                         |
| 24.                                          | The Blood of Hope                            | 1:51                                         |
| 25.                                          | Last Man Standing                            | 3:14                                         |
| 26.                                          | Hell of a Messenger                          | 4:01                                         |
| 27.                                          | This Is Classified                           | 1:44                                         |
| 28.                                          | Lost Family                                  | 0:36                                         |
| 总时长：                                     | 总时长：                                     | 59:04                                        |

## 評價
《正義聯盟：閃電俠之逆轉》得到了普遍的積極評價。在爛番茄的87個用戶都獲得一致青睞，平均評分為4.3 / 5。而在互聯網電影數據庫的1166用戶給它的平均得分為8.0/10。
源於《閃點》，評論家和觀眾的一致好評。人們普遍稱讚其成熟的故事線和閃電俠的正義，但批評其過度的暴力和用血超過，這點是改編自漫畫。有人質疑其PG-13級對當中的死亡畫面是不夠的，包括逆閃電的死。和其他的角色也是如此，如閃電隊長的五兒童之一。「超人和水行俠的肌肉過於發達」也被作為要調侃的設計。蝙蝠俠湯瑪士·韋恩和貝瑞·艾倫的重點毫不遜色，這是值得注意的。
IGN給了本片8.5/10的分數，表示有「時尚和強硬」的風格和有不甘示弱的原著，稱讚C·托馬斯·豪威爾的演技，帶來了「令人不安的恐懼」，最後表示本片是「最鐵悍的DC動畫電影」，雖然它也警告說，反對暴力的程度，且指出許多客串的人物會「有損於主要的故事」。

## 外部連結
- Justice League: The Flashpoint Paradox （页面存档备份，存于） at Internet Movie Database
- Justice League: The Flashpoint Paradox （页面存档备份，存于） at www.dccomics.com
- 豆瓣电影上《正义联盟：闪点悖论》的資料 （简体中文）